# Masanosuke Ono
Masanosuke Ono (jap. 小野正之助 Ono Masanosuke; ur. 10 lutego 2004) – japoński zapaśnik walczący w stylu wolnym. Mistrz świata w 2024 roku.
Brązowy medalista mistrzostw Azji w 2024. Mistrz świata juniorów w 2024 roku.